# Pietro Cataldi
Pietro Antonio Cataldi (Bologna, 1552. április 15. - Bologna, 1626. február 11.) olasz matematikus, csillagász, aki hadászati problémákkal is foglalkozott. A folytonos függvényeket és a prímszámokat vizsgálta. 1588-ban megtalálta a 6. és a 7. Mersenne-prímet. (Euler csak 184 évvel később, 1772-ben találta meg a 8.-at.) Cataldi 30 könyv szerzője.

## Néhány műve

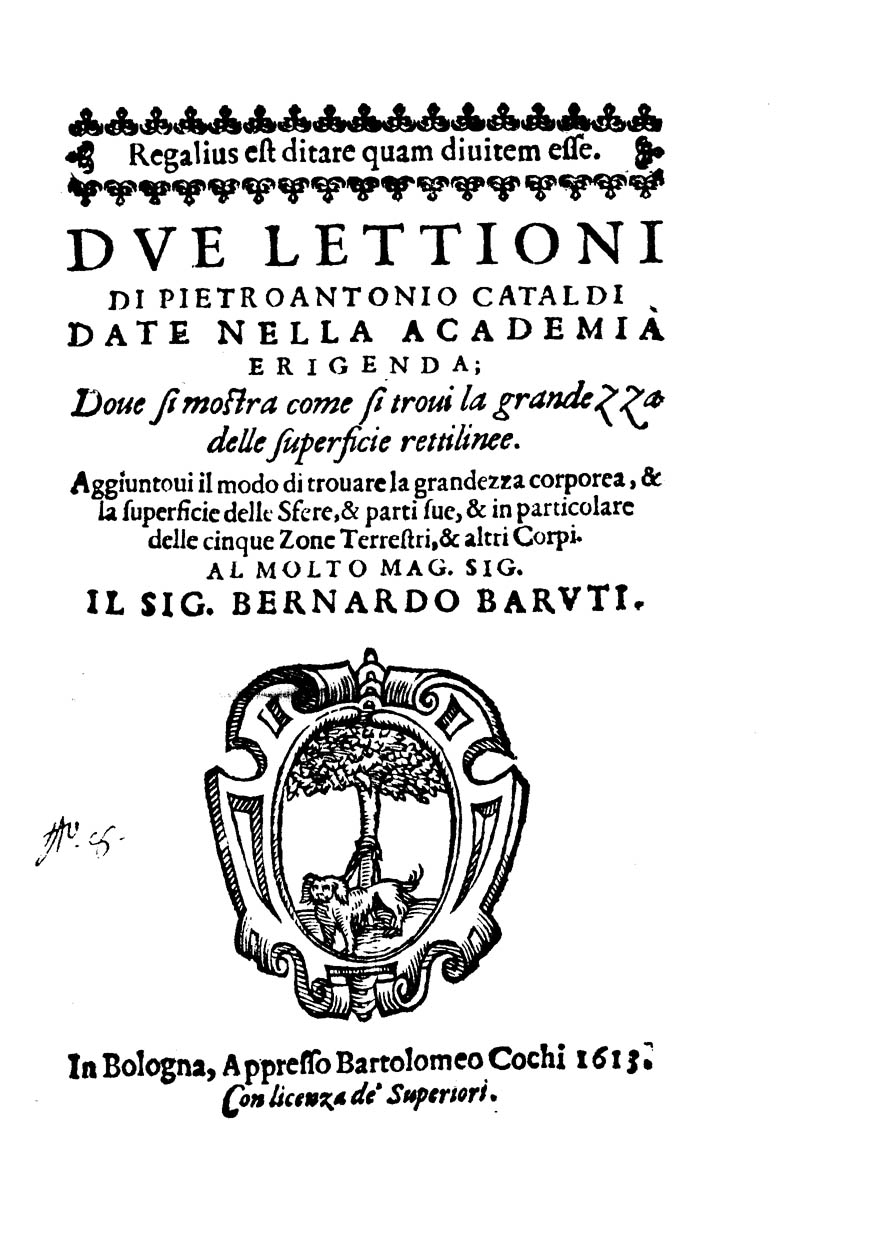
Due lettioni, 1613

- "Transformatione geometrica" (1611)
- "Trattato del modo brevissimo di trovare la radice quadra delli numeri et regole da approssimarsi di continuo al vero nelle radici de' numeri non quadrati, con le cause & invenzioni loro" (1613)
- "Practica aritmetica" (1617)
- "Operetta di ordinanze quadre" (1618)